# Катариненхерд
Катариненхерд (њем. Katharinenheerd) општина је у њемачкој савезној држави Шлезвиг-Холштајн. Једно је од 132 општинска средишта округа Нордфризланд. Према процјени из 2010. у општини је живјело 173 становника. Посједује регионалну шифру (AGS) 1054063.

## Географски и демографски подаци
Катариненхерд се налази у савезној држави Шлезвиг-Холштајн у округу Нордфризланд. Општина се налази на надморској висини од 0 метара. Површина општине износи 8,4 km². У самом мјесту је, према процјени из 2010. године, живјело 173 становника. Просјечна густина становништва износи 21 становника/km².